# Petr Popelka
Petr Popelka (* 1986 in Prag) ist ein tschechischer Dirigent und Komponist. Er war von 2020 bis 2023 Chefdirigent des Norwegischen Rundfunkorchesters Oslo (Kringkastingsorkestret des NRK) und Erster Gastdirigent der Janáček Philharmonie Ostrava. Seit der Saison 2022/2023 ist er darüber hinaus Chefdirigent und Künstlerischer Leiter des Prager Rundfunkorchesters.

## Leben und Wirken
Petr Popelka erhielt seine musikalische Ausbildung als Kontrabassist am Prager Konservatorium sowie bei Božo Paradžik an der Hochschule für Musik Freiburg. Mit 19 Jahren wurde er Mitglied des Prager Rundfunk-Sinfonieorchesters sowie 2009 Akademist des Symphonieorchesters des Bayerischen Rundfunks. Von 2010 bis 2020 spielte er als Stellvertretender Solokontrabassist bei der Sächsischen Staatskapelle Dresden.
Seit 2016 widmet sich Popelka vermehrt dem Dirigieren und erhielt Impulse von Vladimir Kiradjiev, Péter Eötvös, Alan Gilbert, Jaap van Zweden und Johannes Schlaefli.
In der Saison 2019/2020 war er Conductor Fellow des NDR Elbphilharmonie Orchesters. Gastdirigate führten ihn bislang zum Danish National Symphony Orchestra, zum Bergen Philharmonic Orchestra, zur Janáček Philharmonie Ostrava und zu diversen weiteren tschechischen Orchestern. Operndirigate führten ihn u. a. an Den Norske Opera Oslo, an die Semperoper Dresden mit Peter Eötvös’ Der goldene Drache, an das Prager Nationaltheater sowie an die Ungarische Staatsoper Budapest.
Petr Popelka ist auch als Komponist tätig und war 2015 Composer in Residence beim PODIUM festival Mödling, wo er die Uraufführung seines Auftragswerks Labyrinth des Herzens leitete. Seine Szenen für Klavierquartett wurden im Gläsernen Saal des Wiener Musikvereins uraufgeführt.
Im Juni 2023 wurde er als Nachfolger von Andrés Orozco-Estrada als Chefdirigent der Wiener Symphoniker ab der Saison 2024/25 vorgestellt.

## Auszeichnungen
- 2017: Neeme Järvi Prize[11]